# Osselle
Osselle korábbi község (település) Franciaországban, Doubs megyében. 2015. január 1-jén Routelle községgel egyesült és Osselle-Routelle új község része lett.
Lakosainak száma 444 fő (2018. január 1.).

## Népesség
A település népességének változása:
| Lakosok száma | 186  | 191  | 204  | 354  | 349  | 380  | 437  | 963  | 452  | 444  |
|               | 1962 | 1968 | 1975 | 1990 | 1999 | 2008 | 2013 | 2016 | 2017 | 2018 |